# Sonaca araxicola
Sonaca araxicola är en tvåvingeart som beskrevs av Rikhter 1981. Sonaca araxicola ingår i släktet Sonaca och familjen parasitflugor.
Artens utbredningsområde är Armenien. Inga underarter finns listade i Catalogue of Life.